# جورج بارنا
جورج بارنا (بالإنجليزية: George Barna)‏ هو عالم اجتماع أمريكي، ولد في 1954 في نيويورك في الولايات المتحدة.

## وصلات خارجية
- الموقع الرسمي